# Битомсько
Битомсько (пол. Bytomsko) — село в Польщі, у гміні Жеґоцина Бохенського повіту Малопольського воєводства.
Населення — 725 осіб (2011).
У 1975-1998 роках село належало до Тарновського воєводства.

## Демографія
Демографічна структура станом на 31 березня 2011 року:
|          | Загалом | Допрацездатний вік | Працездатний вік | Постпрацездатний вік |
| -------- | ------- | ------------------ | ---------------- | -------------------- |
| Чоловіки | 357     | 94                 | 236              | 27                   |
| Жінки    | 368     | 103                | 209              | 56                   |
| Разом    | 725     | 197                | 445              | 83                   |